# Charles Sedley

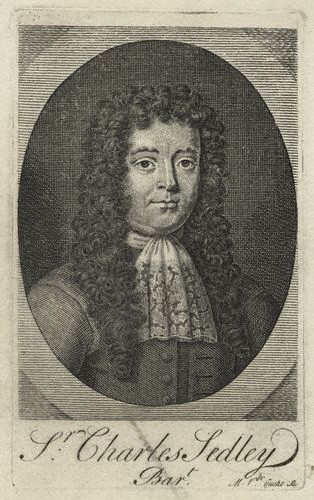
Charles Sedley

Sir Charles Sedley (março de 1639 – 20 de agosto de 1701) foi um dramaturgo e político inglês, filho de Sir John Sedley de Aylesford, Kent.